# Selva (dier)
Selva is een monotypisch geslacht van weekdieren uit de familie van de Trinchesiidae, die tot de orde van de zeenaaktslakken (Nudibranchia) behoort. De wetenschappelijke naam werd in 1964 voor het eerst geldig gepubliceerd door Edmunds.

## Soort
- Selva rubra Edmunds, 1964